# 1998年長野オリンピックのイタリア選手団
1998年長野オリンピックのイタリア選手団（1998ねんながのオリンピックのイタリアせんしゅだん）は、1998年2月7日から2月22日まで、日本の長野県長野市を中心とする地域を会場として開催された1998年長野オリンピックのイタリア選手団、およびその競技結果。

## 概要
今大会は金メダル2個、銀メダル6個、銅メダル2個の合計10個のメダルを獲得した。
アルペンスキー女子大回転では、デボラ・コンパニョーニが1994年リレハンメルオリンピックに続いて金メダルを獲得し、2連覇を達成した。

## メダル
| メダル | 選手名                                                                                      | 競技                   | 種目               |
| ------ | ------------------------------------------------------------------------------------------- | ---------------------- | ------------------ |
| 金     | デボラ・コンパニョーニ                                                                      | アルペンスキー         | 女子大回転         |
| 金     | ギュンター・フーバー アントニア・タルタリア                                                 | ボブスレー             | 男子2人乗り        |
| 銀     | デボラ・コンパニョーニ                                                                      | アルペンスキー         | 女子回転           |
| 銀     | マルコ・アルバレロ フルビオ・バルブーザ ファビオ・マイ シルビオ・ファウネル                 | クロスカントリースキー | 男子4×10kmリレー   |
| 銀     | ステファーニア・ベルモンド                                                                  | クロスカントリースキー | 女子30kmフリー     |
| 銀     | ピエル・アルベルト・カラーラ                                                                | バイアスロン           | 男子個人           |
| 銀     | アルミン・ツェゲラー                                                                        | リュージュ             | 男子1人乗り        |
| 銀     | トーマス・プルッガー                                                                        | スノーボード           | 男子大回転         |
| 銅     | シルビオ・ファウネル                                                                        | クロスカントリースキー | 男子30kmクラシカル |
| 銅     | カリン・モロダー ガブリエラ・パルッツィ マヌエラ・ディ・チェンタ ステファーニア・ベルモンド | クロスカントリースキー | 女子4×5kmリレー    |